# 튀르크어족
튀르크어족(Turkic languages)은 중앙아시아를 중심으로 동유럽에서 시베리아에 이르는 넓은 지역에서 사용되는 언어의 그룹(어족)이다.
목적어나 서술어에 조사나 조동사에 해당하는 활용어미들이 붙는 교착어로, 모음 조화가 일어난다. 문장의 기본 어순은 주어-목적어-서술어(SOV형)이다.

## 역사
튀르크어의 조어는 동북아시아 또는 중앙아시아의 내륙 지역을 원향으로 하는 것으로 추측한다. 이후 서기 6세기경부터 시작된 튀르크족의 이주에 따라 상당수 분파가 서쪽으로 이주하여 중동 또는 유럽의 문화와 교류하였다.
유사한 특징을 나타내는 언어들과 묶여 알타이어족을 이룬다는 학설이 있다. 대표적으로 몽골어족, 퉁구스어족과의 관계가 추측되며, 한국어와 연관되어 있다는 설도 여러 학자에 의해 주장된 바 있다. 과거 우랄어족과의 관계도 논의되었으나 우랄어족과 관련에 대해선 최근 학자들은 부정하고 있다.

## 분류
- 오구르어파
  - 추바시어
- 공통 튀르크어파(Common Turkic)
  - 남서튀르크어파(오구즈어파)
    - 튀르키예어, 오스만 터키어, 가가우즈어, 아제르바이잔어, 투르크멘어, 카슈가이어, 살라르어

  - 북서튀르크어파(킵차크어파)
    - 타타르어, 바라바어, 바시키르어, 크림 타타르어, 카라차이-발카르어, 쿠미크어, 카라임어, 크림착어 (유대크림타타르어), 우룸어, 카자흐어, 카라칼팍어, 노가이어, 키르기스어, 알타이어(북부알타이어)

  - 남동튀르크어파(카를루크어파)
    - 우즈벡어, 위구르어

  - 북동튀르크어파(시베리아 튀르크어파)
    - 하카스어, 쇼르어, 후위기르기스어, 출름어, 투바어, 토파어, 야쿠트어/사하어, 돌간어, 서부유구르어

  - 아르구어파
    - 할라지어

### 구성원
다음의 표는 주로 라르스 요한슨(Lars Johanson)의 분류체계에 따른다.
| 튀르크조어 | 남서튀르크어 (오구즈어파)          |                               |                                                                                                | - 살라르어 |
| 튀르크조어 | 남서튀르크어 (오구즈어파)          | 서부 오구즈어                 | 서부 오구즈어                                                                                  | - 고아나톨리아 튀르크어 (소멸), 오스만 튀르크어 (소멸) - 아젬 튀르크어 (소멸) - 페체네그어 (소멸) - 튀르키예어 - 가가우즈어 - 아제르바이잔어 |
| 튀르크조어 | 남서튀르크어 (오구즈어파)          | 동부 오구즈어                 | 동부 오구즈어                                                                                  | - 투르크멘어 - 호라산어 |
| 튀르크조어 | 남서튀르크어 (오구즈어파)          | 남부 오구즈어                 | 남부 오구즈어                                                                                  | - 카슈카이어 - 차하르마할리 튀르크어 - 기타 이란 지역 튀르크어 방언(아프샤르어, 손코리어 등)                                                 |
| 튀르크조어 | (아르구어)                         |                               |                                                                                                | - 할라지어 |
| 튀르크조어 | 북서튀르크어 (킵차크어파)          |                               |                                                                                                | |
| 튀르크조어 | 서부 킵차크                        | 서부 킵차크                   | - 쿠미크어 - 카라차이-발카르어 - 크림 타타르어 - 우룸어 - 크림차크어, 카라임어 - 쿠만어 (소멸) | |
| 튀르크조어 | 북부 킵차크 (볼가-우랄)            | 북부 킵차크 (볼가-우랄)       | - 타타르어 (카잔 타타르어 등) - 바시키르어 - 고대 타타르어                                     | |
| 튀르크조어 | 남부 킵차크 (아랄-카스피)          | 남부 킵차크 (아랄-카스피)     | - 카자흐어 - 카라칼팍어 - 노가이어 - 시베리아 타타르어                                         | |
| 튀르크조어 | 동부 킵차크 (키르기스 킵차크)      | 동부 킵차크 (키르기스 킵차크) | - 키르기스어 - 페르가나 킵차크어                                                               | |
| 튀르크조어 | 남동튀르크어 (카를루크어파)        | 서부                          | 서부                                                                                           | - 우즈벡어 |
| 튀르크조어 | 남동튀르크어 (카를루크어파)        | 동부                          | 동부                                                                                           | - 위구르어 - 일리 투르크어 - 애이누어 - 차가타이어 (소멸) - 카라한어 (소멸) - 호레즘 튀르크어                                                |
| 튀르크조어 | 북동튀르크어 (시베리아 튀르크어파) | 북부 시베리아                 | 북부 시베리아                                                                                  | - 사하어 (야쿠트어) - 돌간어 |
| 튀르크조어 | 북동튀르크어 (시베리아 튀르크어파) | 남부 시베리아                 | 사얀 튀르크어                                                                                  | - 투바어 - 토파어 - 소요트어 (소멸) - 두하어                                                                                                 |
| 튀르크조어 | 북동튀르크어 (시베리아 튀르크어파) | 남부 시베리아                 | 알타이 및 예니세이 튀르크어                                                                    | - 출림어 - 푸위 키르기스어 - 하카스어 - 북알타이어 (쿠만딘, 첼칸, 투바 방언) - 쇼르어 - 남알타이어 (알타이-키지, 텔렝기트, 텔레우트 방언)    |
| 튀르크조어 | 북동튀르크어 (시베리아 튀르크어파) | 남부 시베리아                 | -                                                                                              | - 오르혼 튀르크어 (소멸) - 고대 위구르어 (소멸) - 서부 유구르어                                                                              |
| 튀르크조어 | 오구르어파                         |                               |                                                                                                | - 훈어? (소멸) - 하자르어 (소멸) - 불가르어 (소멸) - 추바시어                                                                                |

## 같이 보기
- 알타이 제어
- 고대 튀르크어
- 돌궐 문자